# Till The End
"Till The End" Es el Segundo Sencillo del álbum Fahrenheit de la banda de rock estadounidense Toto.

## Información
La canción fue escrita por David Paich y Joseph Williams; como sencillo fue un éxito comercial, se encuentra en el 20º lugar en el Billboard Hot 100, y 37.º lugar en el UK Singles Chart. La canción está muy influenciada Hard Rock, además de algunas mezclas de Pop Rock y Arena rock. La canción es completamente cantada por Joseph Williams, y como invitados en la grabación, las trompetas son inteprtadas por Jerry Hey, Cary Grant y Chuck Findley.

## Videoclip
El video muestra a la banda tocando en un espacio cerrado, rodeado de columnas. Todos los miembros de la banda se visten de blanco y negro clásico, pero con algunas modificaciones (como Joseph en el video también lleva un sombrero de vaquero). El vídeo también muestra a Paula Abdul (en esa entonces desconocida), interpretando a una bailarina.

## Lista de pistas
1. "Till The End" - 4:27
2. "Don't Stop Me Now" - 3:05

## Músicos
- Joseph Williams: Voz.
- Steve Lukather: Guitarra eléctrica, coros.
- David Paich: Teclados, coros.
- Steve Porcaro: Sintetizadores.
- Jerry Hey: Trompeta.
- Gary Grant: Trompeta.
- Chuck Findley: Trompeta.
- Mike Porcaro: Bajo.
- Jeff Porcaro: Batería, percusión.